# Ca n'Aluart
Ca l'Aluart és una masia situada als afores del nucli urbà del municipi de Caldes de Malavella (Selva). S'hi arriba prenent un camí senyalitzat que surt de la dreta de la carretera N-II-Caldes, just on indica per anar a Sant Sebastià, capella que es troba davant la casa. És una obra inclosa en l'Inventari del Patrimoni Arquitectònic de Catalunya.

## Descripció
L'estructura de l'edifici és de dues plantes, amb la teulada a doble vessant inclinada a les dues façanes laterals, i ràfec de doble filera. La porta d'entrada és d'arc de mig punt, format a partir de dovelles. A dreta i esquerra de la porta principal, dues finestres petites quadrangulars amb arc de llinda. Al segon pis, destaca la finestra central gòtica, amb dos arcs trevolats, separats per una esvelta columna el capitell de la qual conté elements florals i escuts llisos. Flanquejant aquest finestral, a dreta i esquerra dues finestres en arc deprimit convex. A la part posterior de l'edifici, s'alça una torre rectangular de tres pisos amb coberta a doble vessant. Entorn de l'edifici trobem diverses construccions que en el seu momen foren destinades al treball, ara en desús.
Davant l'entrada principal i exempta, trobem la capella dedicada a Sant Sebastià. És un edifici de planta quadrangular i absis semicircular, amb la teulada a doble vessant, inclinada vers els laterals. La porta té arc de mig punt, format per dovelles. Té un petit campanar, d'acord amb les dimensions de la capella, d'espadanya.